# Estación Pico Truncado

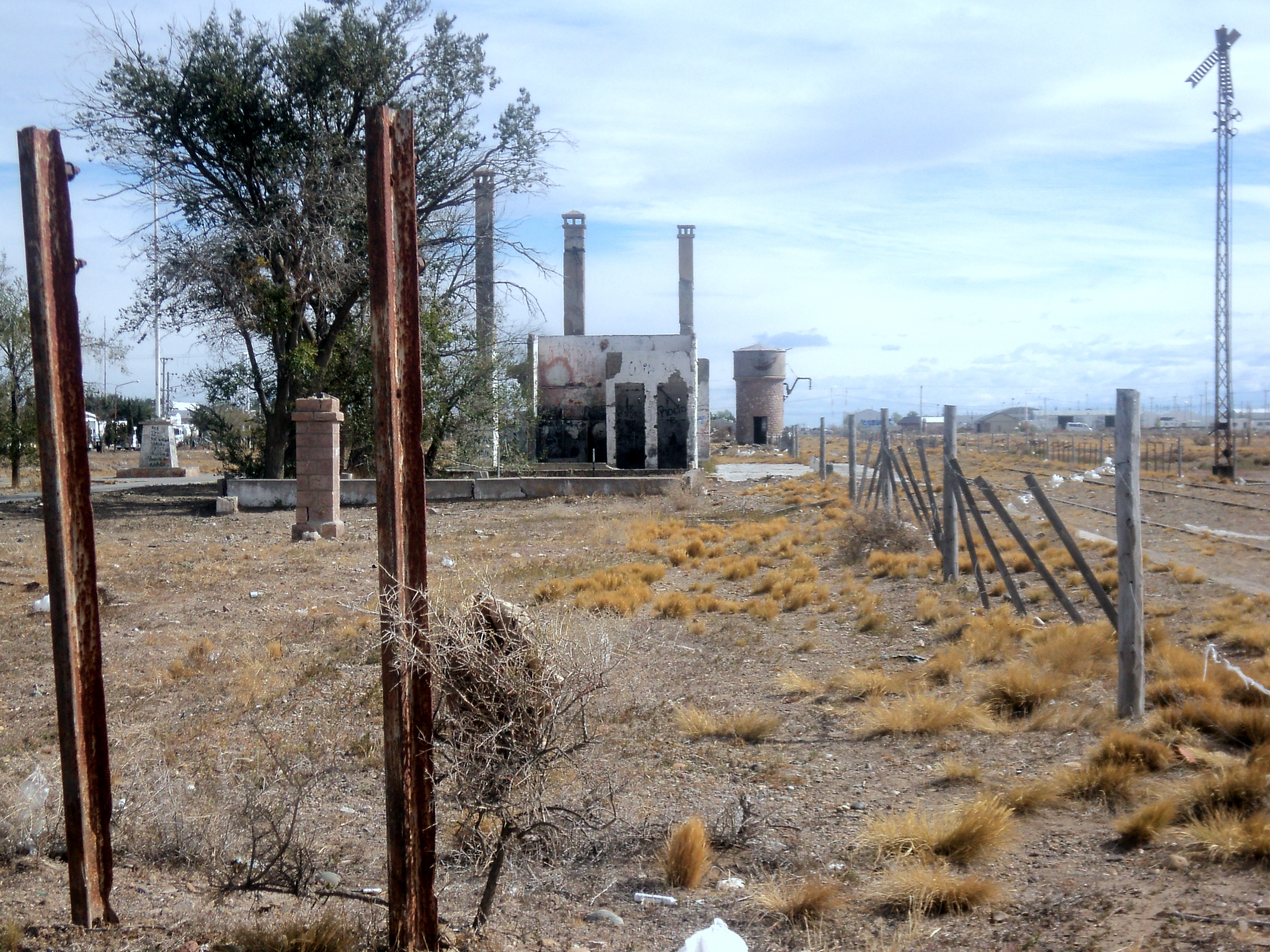
Restos del cartel nomenclador y la estación en el año 2014.

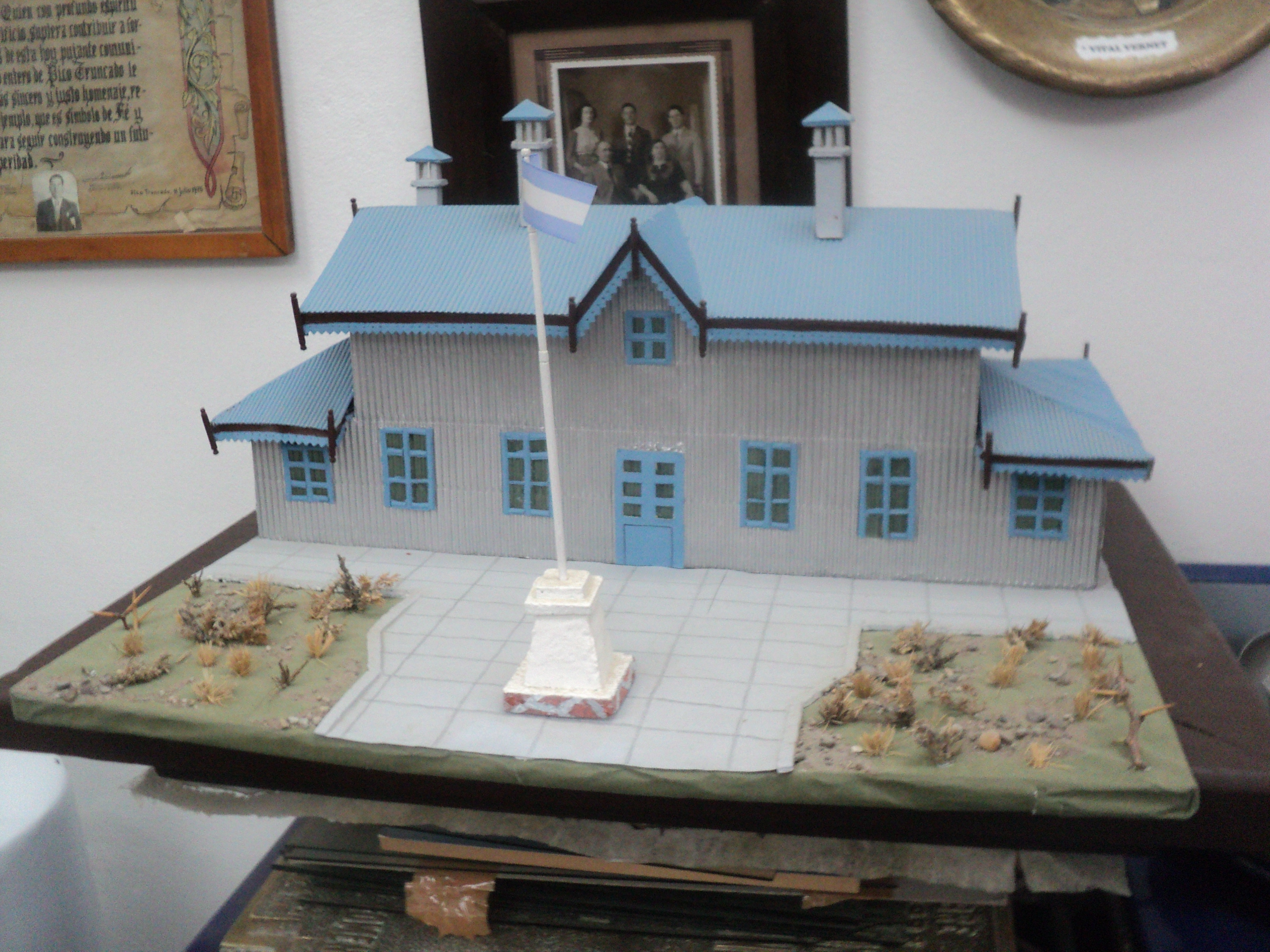
Maqueta de lo que fue la estación antes del incendio.

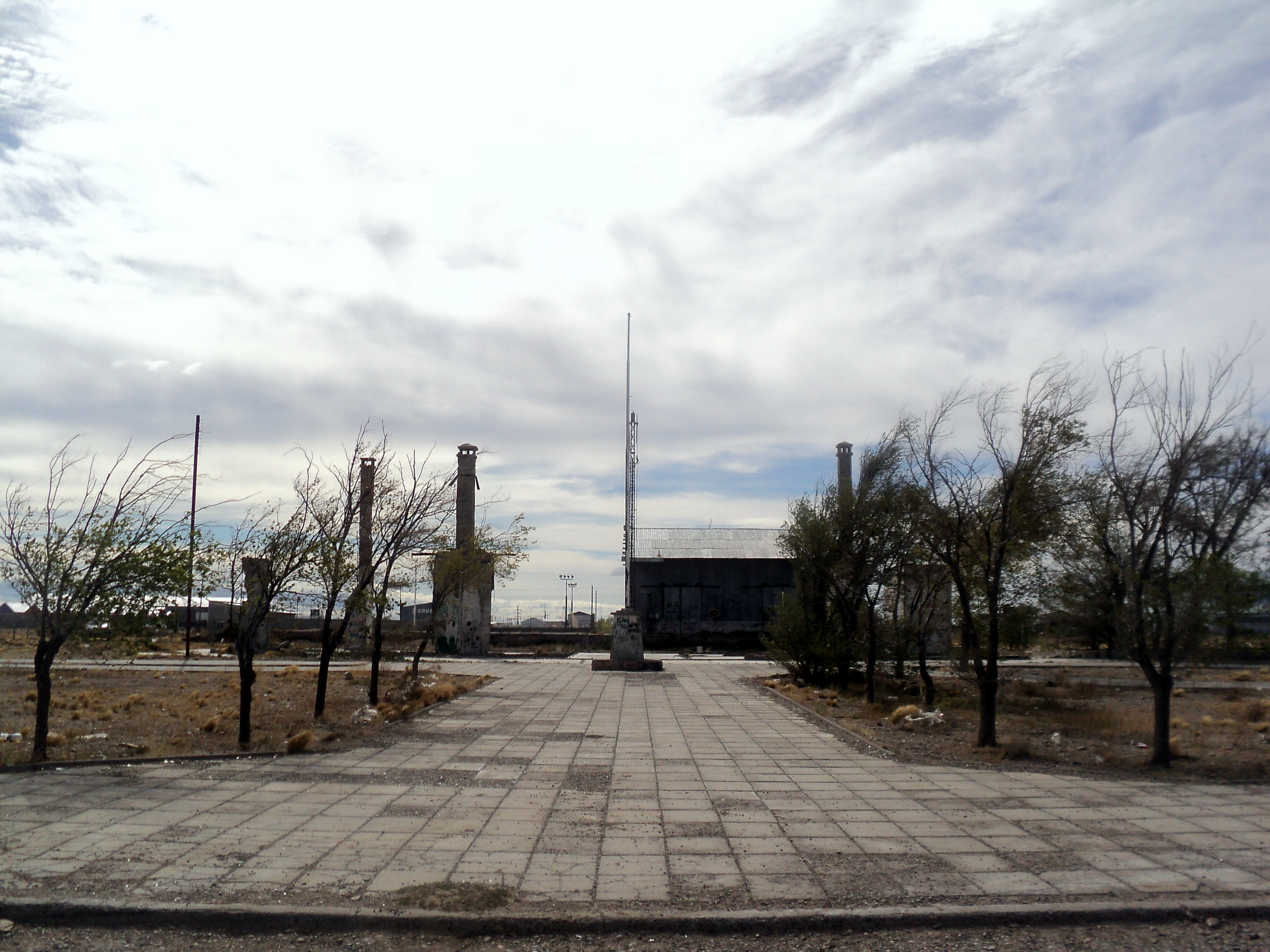
Restos de la estación Pico Truncado.

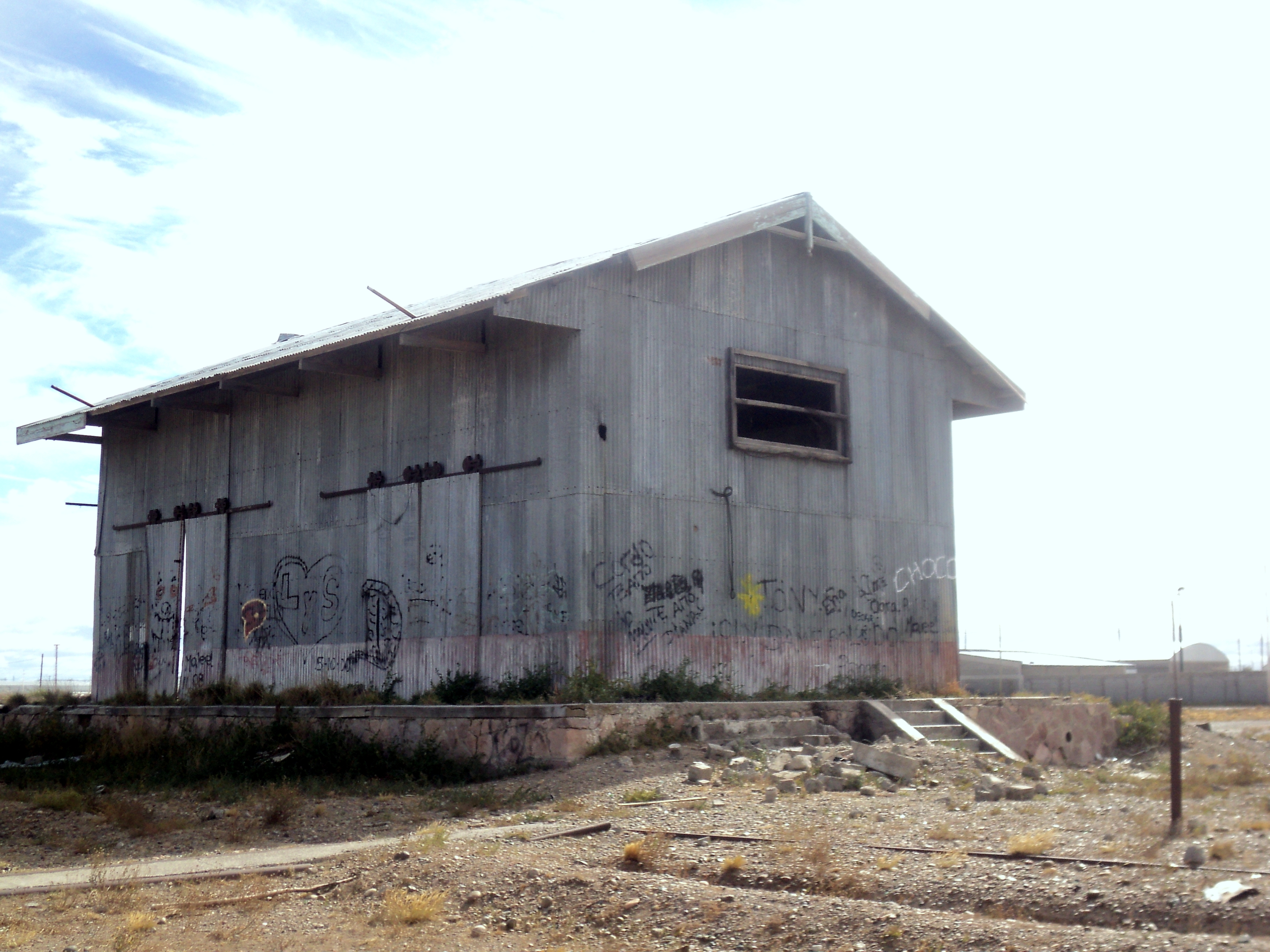
Galpón para almacenar materiales del transporte ferroviario aun sobrevive.

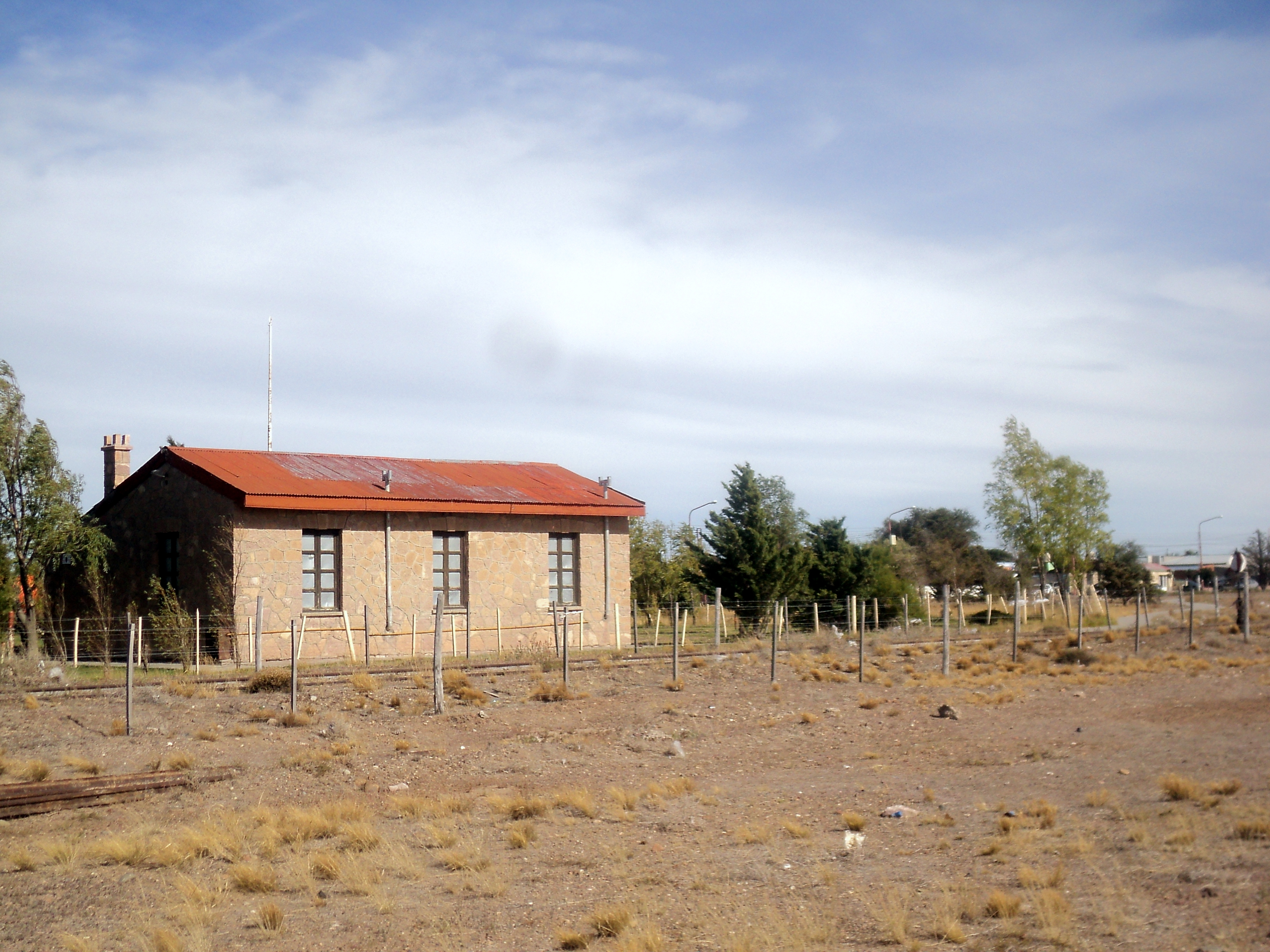
Antigua vivienda de las cuadrillas ferroviarias hoy museo.

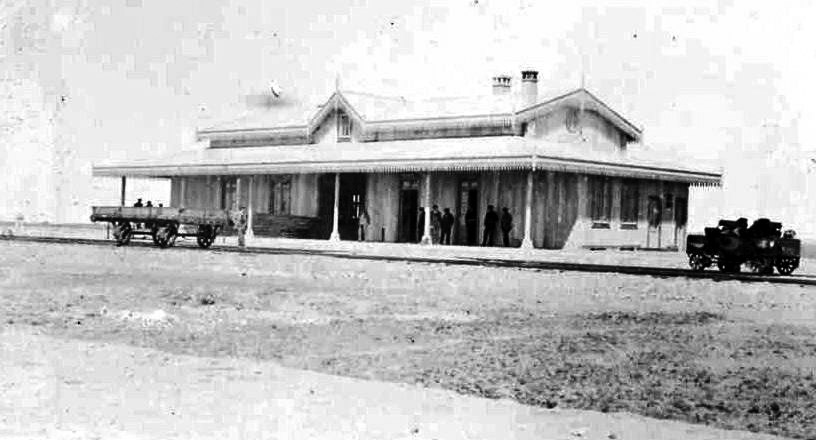
La estación en sus primeros años y sin sus ampliaciones.

Pico Truncado', o Estación «Km 200», era una estación ferroviaria ubicada en la localidad del mismo nombre, en el Departamento Deseado, Provincia de Santa Cruz, Argentina. Se configuró, por su tamaño y movimientos, como la tercera más importante del ferrocarril.

## Toponimia
La estación tomó su nombre del cerro Pico Truncado elevación cónica de cúspide basáltica. Este accidente está 18 km por la Ruta Provincial N° 12, con sentido hacia el suroeste, en dirección hacia la localidad de Gobernador Gregores. También, fue llamada Km 200 por su distancia kilométrica redondeada. La denominación Pico Truncado se impuso en forma definitiva el 8 de octubre de 1914 por un decreto presidencial dictado en reemplazo de la progresión kilométrica que hasta ese tiempo imperaba.
En cuanto al nombre original se mantuvo estable. Sin embargo, en el uso común se pasó a omitir el primer nombre en favor de la segunda sección del nombre. Algunos itinerarios señalan abreviada a la estación como P. Truncado. Esta tendencia se acentuó y alcanzó a la localidad, siendo usual actualmente dirigirse a Pico Truncado como Truncado de modo simple.

## Historia
La estación se inauguró en el año 1910. El Ferrocarril Patagónico, del que formaba parte, originalmente estaba planeado para terminar en el Nahuel Huapi. A fines de la década de 1910 vivían en los alrededores de esta estación unas 100 personas. 
El censo de 1920 reveló que la localidad poseía 147 habitantes. En tanto se formalizó la creación de una localidad con el mismo nombre por decreto para 1921. Para 1934 se estimaba que eran 500 habitantes contando zona rural adyacente.
El 17 de septiembre de 1914 su correo funcionó como estafeta rentada con el nombre de “Kilómetro 200”. Desde el 25 de noviembre se la denomina Pico Truncado. Se asciende de categoría a la estafeta el 9 de abril de 1915. Sus encargados fueron: Juan Granero, década de 1920 (almacén de ramos generales); Leoncilo Cid, década 1930 (jefe de estación); Leopoldo Honorato Gutiérrez en 1938; Ernesto Morini (jefe estación) década de 1940. Luego se sucederían Norma Costa, década de 1950 y la última, Delia Gallastegui. Debido a la importancia y movimiento que adquirió la localidad por la explotación petrolera, la estafeta es elevada a la categoría de oficina postal el 3 de mayo de 1963, se nombra jefe a Celso Otero. En septiembre de 1979 es oficina mixta incorporado el servicio de telegrama.
Para el año 1930 la estación se hallaba clausurada. No obstante, la actividad económica toma nuevas fuerzas debido a la importancia y movimiento que adquirió la localidad por la explotación petrolera, la estafeta es elevada a la categoría de oficina postal el 3 de mayo de 1963, se nombra jefe a Celso Otero. En septiembre de 1979 es oficina mixta incorporado el servicio de telegrama.
Llegó a ser la tercera más importante de la estación por su población y actividad petrolera. 

### Después del cierre
Su gloria terminó en 1978 con la clausura del ramal. En sus últimos años fue empleada como Dirección de Cultura.
Se intentó establecer un museo en la estación, que era ocupada por la municipalidad. No obstante, esto jamás pudo ejecutarse ya que la misma fue incendiada el 1 de diciembre de 1996 por negligencia. Posteriormente, las restantes instalaciones ferroviarias fueron tomadas por un grupo de habitantes llamado Memoria Activa que se compuso de vecinos y extrabajadores ferroviarios, para que no fueran completamente abandonadas y destruidas.
Hoy en día en la ex vivienda de los peones ferroviarios, en el predio donde funcionaba la estación, funciona un museo municipal con exposición de restos arqueológicos y de los primeros pobladores blancos que llegaron a comienzos del siglo XX.
Su destrucción es recordada como uno de los momentos más tristes en la historia de Truncado. Esto se debe a que en su alrededor se fueron aglutinándose paulatinamente desde inicios del siglo XX los diversos asentamientos que con posterioridad forjaron el crecimiento de esta próspera ciudad; además que el movimiento ferroviario reunía a todo el pueblo en las inmediaciones de la estación.
En 2008 se anunció la reapertura de la línea y fue nombrada como un punto clave junto con Deseado. Con la Secretaría de Transporte de la Nación durante el 2008 se hizo una limpieza del ramal, se reacondicionó. En octubre de 2015 la vía empezó a ser recambiada en este tramo, lo q permitió posteriormente su uso. Días después, el ferrocarril intentó ser reactivado con un préstamo chino de 240 millones de dólares que permitió afrontar las obras necesarias. Ese mes la presidenta Cristina Fernández de Kirchner dejó inaugurada la puesta en marcha de las obras para el restablecimiento del servicio de cargas entre las estaciones de Puerto Deseado y Las Heras. Ya para el año 2016 una zorra comenzó a circular entre Truncado y Las Heras.
Pese a ello, no se adquirieron formaciones ferroviarias para el servicio y la estación no fue reconstruida. Para 2021 se supo que le proyecto varió y el viaje solo uniría los 23 kilómetros que se separan a Pico Truncado de Koluel Kaike. Pese a la gran suma invertida por el estado y la inauguración en 2015 de las obras por parte del gobierno peronista, el ferrocarril no volvió a funcionar, la estación no fue reconstruida y gobierno fue acusado de un perjuicio de $92.000.000 de obra pública malversada.
En 2022 la municipalidad informó de un proyecto llamado "Potrero de la Estación". El mismo consiste en labores de recuperación patrimonial del predio reutilizando algunos espacios y elementos. De este modo, los depósitos de carbón y cenizas de las locomotoras, el tanque de agua, la mesa giratoria y las bases tanto de la vieja estación como del galpón, serán restaurados y reutilizados en las nuevas estructuras, buscando complementar los nuevos edificios con los espacios tradicionales del predio. Además se adicionan dos canchas de césped sintético, un nuevo gimnasio, dos playones, un anfiteatro, plazas blandas, sector de parrillas, forestación con especies autóctonas y un nuevo centro cultural “Antigua Estación” con una réplica del histórico edificio destruido. Por otro lado, la urbanización truncadense avanzaría dado que se crearán 2 nuevas calles en el interior del predio (que se extiende desde Don Bosco hasta el camino al cementerio), facilitando la conexión con los vecinos que residen “detrás de las vías”, en los barrios Mosconi, YPF Viejo, Industrial y alrededores. Será la conexión vehicular de las calles 9 de Julio y Urquiza, donde senderos que atravesarán el interior de este nuevo espacio que intenta convertirse nuevamente en el corazón de la ciudad, en el lugar donde se originó Pico Truncado.
Las obras que buscan poner en valor el antiguo y abandonado sitio ferroviario iniciaron en enero de 2023.
En octubre de 2024 el gobernador Claudio Vidal anticipó que trabaja en el proyecto de recuperación del ferrocarril. El político aseguró que el tren cubriría los 285 kilómetros de recorrido y volvería a pasar por las estaciones Las Heras, Piedra Clavada, Koluel Kayke, Pico Truncado, Minerales, Fitz Roy, Jaramillo, Tellier y Puerto Deseado. Esto hace pensar también una posible reconstrucción de las estaciones Las Heras, Pico Truncado y Minerales. Además, el proyecto presentó mapa que representa el trazado ferroviarios y las estaciones más importantes; siendo Pico Truncado clave para la reactivación del ferrocarril que girara en torno al turismo y a los fletes de la industria petrolera con destino al puerto.

## Funcionamiento
El primer informe de horario fue publicado en 1920 con datos vigentes desde el 20 de noviembre de 1917. El documento expuso que los trenes mixtos partían los lunes y jueves desde Deseado a las 8:00, visitaban Pico Truncado a las 15:56 y arribaban a las 18:40 a Las Heras. Mientras que el regreso era los martes y sábado desde las Heras a las 8:30 horas con arribo, pasando por Pico Truncado a las 10:30 y finalizando en Deseado a las 17:30. La carrera pendiente abajo desde Las Heras era de 1 hora menos y luego se redujo a 30 minutos. El tren a vapor completaba la distancia con Koluel Kayke en 33 minutos y para el tramo Pico Truncado - Minerales se necesitaba 29 minutos.
El segundo informe de horario tuvo lugar el 1 de noviembre en 1928. El documento expuso que los trenes mixtos partían los lunes y jueves desde Deseado a las 9:00 horas, pasaban por Pico Truncado a las 16:15 y arribaban a las 18:30 a Las Heras. Mientras que el regreso era los miércoles y sábado desde las Heras a las 9:00 horas, con llegada a Pico Truncado a las 11:25 y culminación en Deseado a las 17:30. Por último, el itinerario informó que los trenes estaban provistos por coche comedor y distinguían entre primera y segunda clase. El tren unía la distancia con Koluel Kayke en 40 minutos. En tanto, el tiempo para unirse el tramo Pico Truncado - Minerales dejó de ser informado por empezar a ser considerada Minerales parada opcional de los servicios ferroviarios; deteniéndose los trenes solo si había pasajeros y cargas a servir. 
El itinerario de 1930 no informó variaciones significativas respecto al itinerario de 1928. En documento se expuso información precisa de las tarifas: hacer todo el viaje del ferrocarril en primera costaba $24.05 o $13.60 en segunda. En tanto, para tramos simples como Deseado - Pico Truncado era $17.15 en primera clase o $9.70 para la segunda. 
El itinerario de 1934 brindó información extensa del ferrocarril. El servicio tuvo cambios significativos y era ejecutado por trenes mixtos los días jueves y domingo. El viaje a vapor fue mejorado en sus tiempos; partía a las 9 de Deseado, pasando por Pico Truncado a las 15:15, para arribar a Las Heras 17:30. Gracias a esto el ferrocarril completó el recorrido en una hora menos; mientras que la distancia Koluel Kayke - Pico Truncado pasó a 30 minutos y la distancia con Minerales a 28 minutos. En tanto, la vuelta desde Las Heras se producía los días martes y viernes desde las 9, con paso por Pico Truncado a las 11:00 y arribo a estación Puerto Deseado a las 17:00. Por último, el documento arrojó un dato peculiar al haber clasificado, con una caligrafía diferente, a Pico Truncado como estación de movimientos abundantes y con una población de importancia. Esta clasificación fue compartida con pocas estaciones en el ramal y a la vez colocaba a esta estación entre los pocos puntos donde el ferrocarril podía abastecer a sus locomotoras de agua.
Desde el informe de 1936 se observó una de las mayores mejorías en los servicios de este ferrocarril. El miércoles partía el tradicional tren mixto desde Deseado a las 9:00 con paso por Pico Truncado 15:25 y arribo a Las Heras a las 17:30. Luego, el viernes retornaba desde Las Heras desde las 9, pasando por Pico Truncado 11:15 para arribar a las 17:00 a Deseado. Por otro lado, el servicio de los lunes partía a las 9:30, pasando por Pico Truncado 14:40 y alcanzando Las Heras a las 16:15. El mismo estuvo marcado por la introducción de ferrobuses diésel que aceleraron los tiempos del ferrocarril en 6:15 minutos. El viaje de regreso se producía el martes desde las 9:30, llegando a Pico Truncado a las 12:27 y arribo a Deseado a las 16:15. Sorpresivamente, las estaciones que rodeaban a Truncado pasaron a ser paradas optativas de los servicios brindados por ferrobuses.
Otro informe de 1938 mostró la continuidad del servicio ejecutado por ferrobuses. Las condiciones de 1936 se mantuvieron sin modificaciones. Sin embargo, se mostró los horarios de todos los puntos que eran recorridos por ferrobuses y trenes mixtos; inclusive de las paradas optativas. El ferrobús alcanzaba esta estación a las 14:40 y estaba distanciada de Koluel Kayke por 27 minutos y en otros 32 minutos de Minerales. Por último, volvió a ser confirmada como unos de los puntos del ferrocarril más importantes.
 

El itinerario de 1946 comunicó condiciones similares a los anteriores. No obstante, se presentó el abandono de los ferrobuses en favor del vapor. De esta forma, los viajes fueron ejecutados por trenes mixtos que partían con coche comedor los lunes desde Puerto Deseado a las 9:00 horas, paraba en Pico Truncado a las 14:47 arribaba a las 17:30 a Las Heras. Luego, el regreso se producía el miércoles desde Las Heras desde las 9:00, previo paso por Pico Truncado a las 11:41 y arribo a Deseado a 17:00. Por otro lado, el tren unía Minerales con Truncado en 28 minutos. En cambio, para llegar a Koluel Kayke se precisaba 30 minutos. Por otra parte, como dato relevante la estación continuó clasificada entre las estaciones de mayor importancia de la línea; siendo escrita con caligrafía diferente indicando movimiento relevante y con una población significativa. Además. como dato sobresaliente, este fue el primer itinerario que mostró a la estación con la abreviación P. Truncado; tendencia que se vería comúnmente luego. 

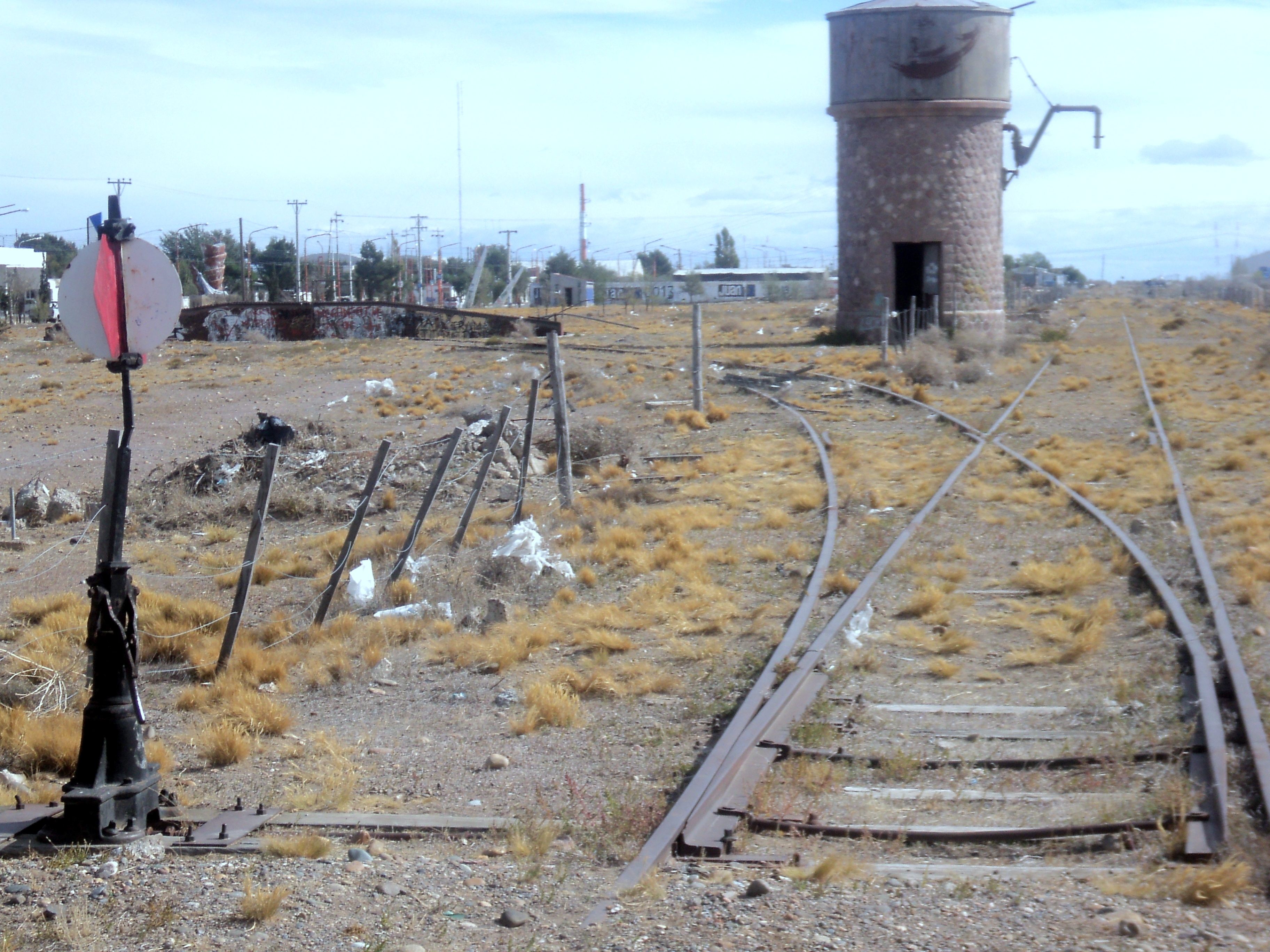
Vista del tanque de agua, la mesa giratoria, las vías y señales de cambios todos intactos

El mismo itinerario de 1946 fue presentado por otra editorial y en él se hace mención menos detallada de los servicios de pasajeros de este ferrocarril. En el documento se confirmó las mismas condiciones del itinerario anterior. Por otro lado, las tarifas mantuvieron los valores y secciones de 1938.
El último informe de horarios de noviembre de 1955 expuso cambios significativos: todos los servicios de pasajeros pasaron a ser operados por ferrobuses. Además, se modificaron los horarios y días; partiendo el coche motor desde Deseado los lunes, miércoles y viernes a las 13:30, visitando Pico Truncado a las 17:43 y arribo a Las Heras a las 19:15 horas. El regreso se producía desde Las Heras martes, jueves y sábados con partida a las 13:30, paso por Pico Truncado a las 15:00 y arribo a Deseado a las 18:45. El coche motor tardaba en unir Minerales Pico Truncado unos 25 minutos y con Koluel Kayke otros 25 minutos.

### Colección de Boletos
Una extensa colección de boletos confirma a Pico Truncado como punto concurrido. En los boletos figura como Pico Truncado a secas.

## Infraestructura
La estación según un informe de 1958 era de primera clase. Estaba ubicada en una altitud de 284,50 m s. n. m. y la progresión de las vías en este punto alcanza los 202 kilómetros.
El primer documento que detalló el equipamiento de este punto fue el itinerario de 1934. El mismo detalla que Pico Truncado estaba dotada de:
- Apartadero de 792 metros.
- Desvíos de 1.970 metros.
- Puente giratorio 18.36 m diámetro.
- Estanques Parcus 45 m³.
- Galpón de 235 m².
- Corral de 577 m².
- Rampa de costado.
- Capa freática a 12.00 m.
- Depósito de carbón de 570 m².

Posteriormente, un informe de 1958 describe que era capaz de brindar todos los servicios del ferrocarril: pasajeros, encomiendas, cargas, telégrafo y despache y envío de hacienda. Su infraestructura se componía de:
- Apartadero de 792 metros.
- Desvíos de 1.437 metros.
- Puente giratorio 18.36 m diámetro.
- Estanques Parcus 45 m³.
- Galpón de 118 m².
- Corral de 700 m².
- Rampa de costado.
- Capa freática a 12.00 m.
- Caseta caminero de piedra.

Las diferencias quizás se deban a un cambio de medición o modificaciones en los elementos años después.

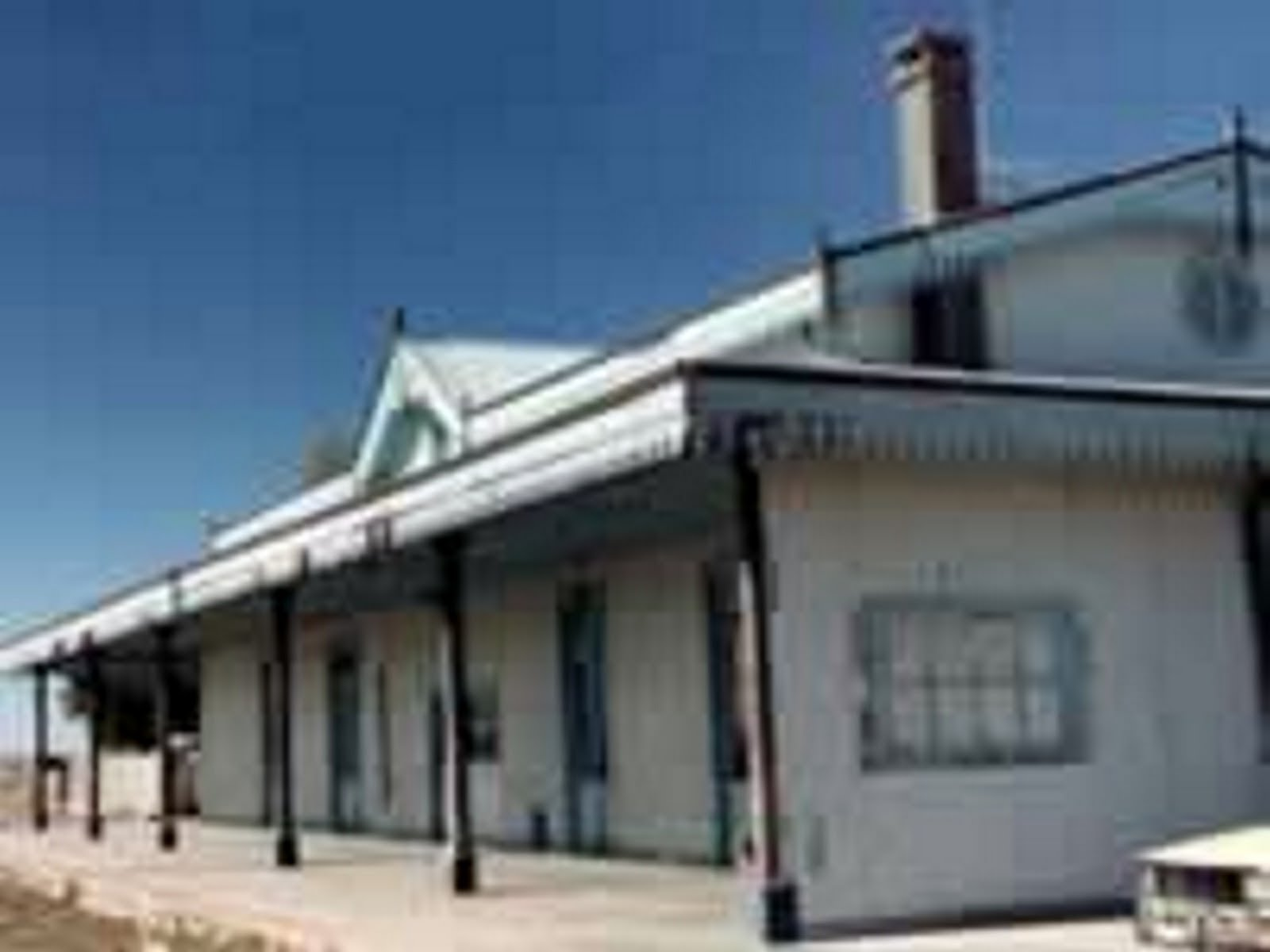
La estación en buen estado durante sus últimos años de actividad.

## Galería

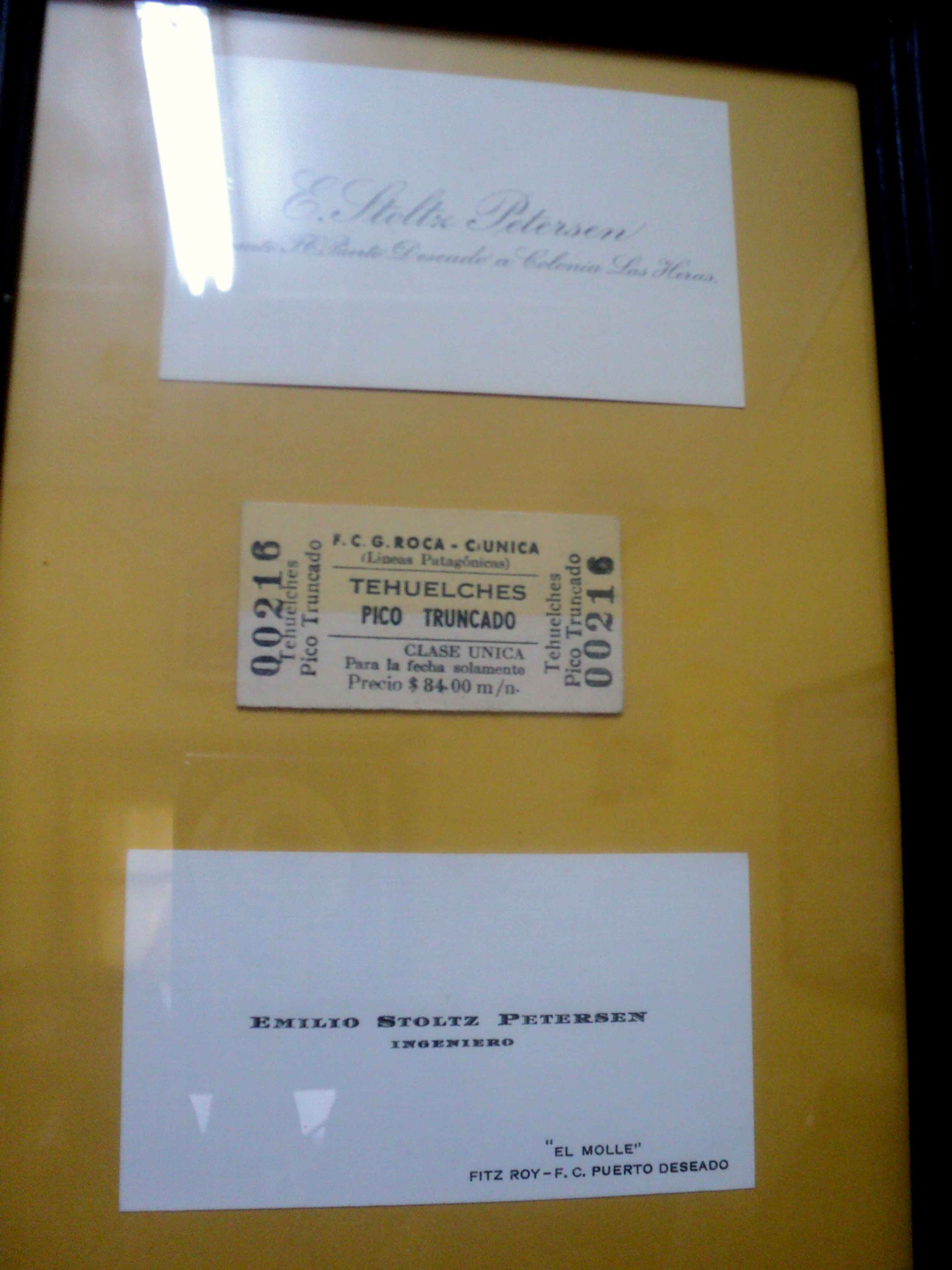
Boleto de tren en el museo de Truncado
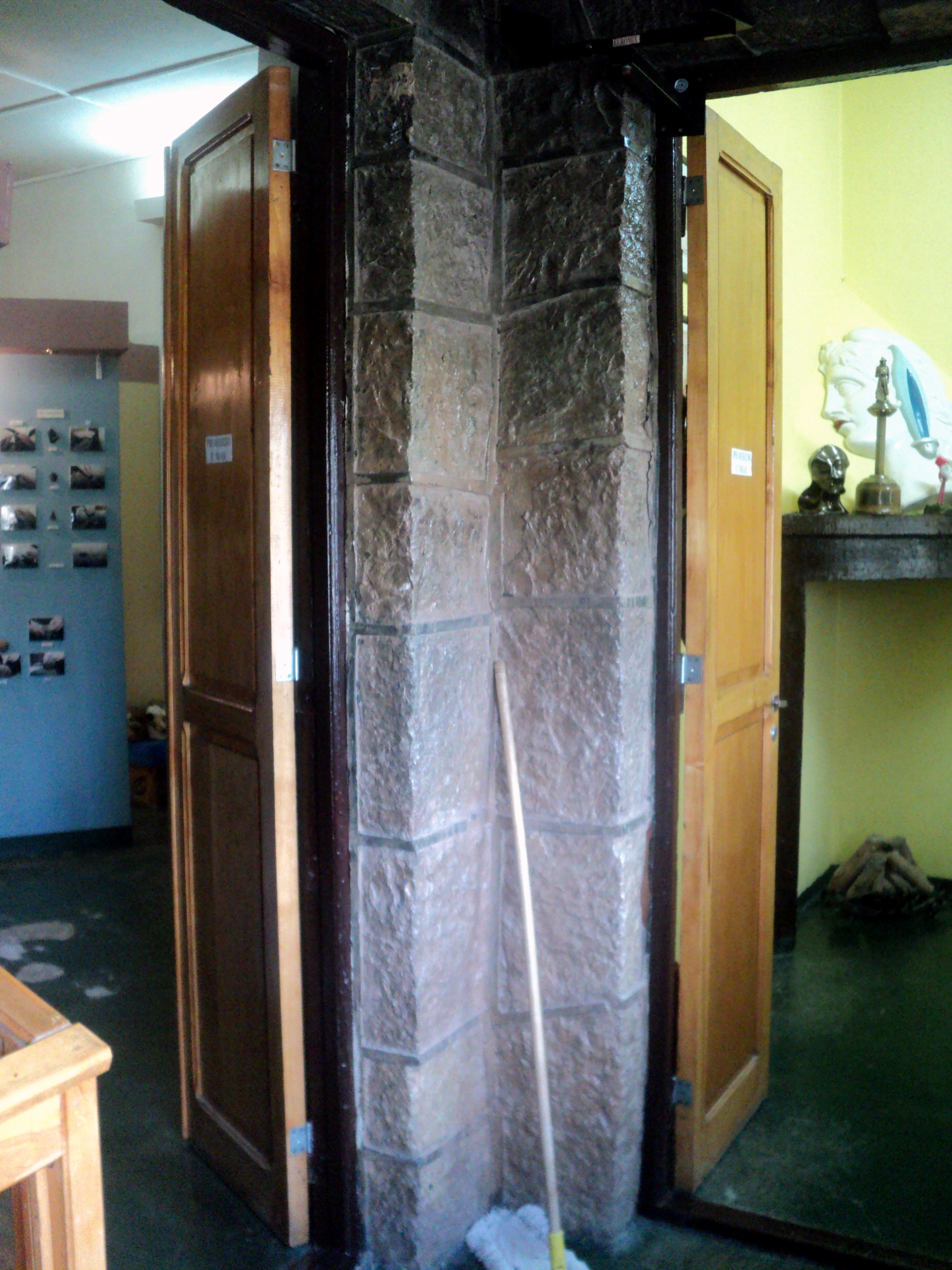
Interior del museo de Truncado, ex vivienda de las cuadrillas ferroviarias
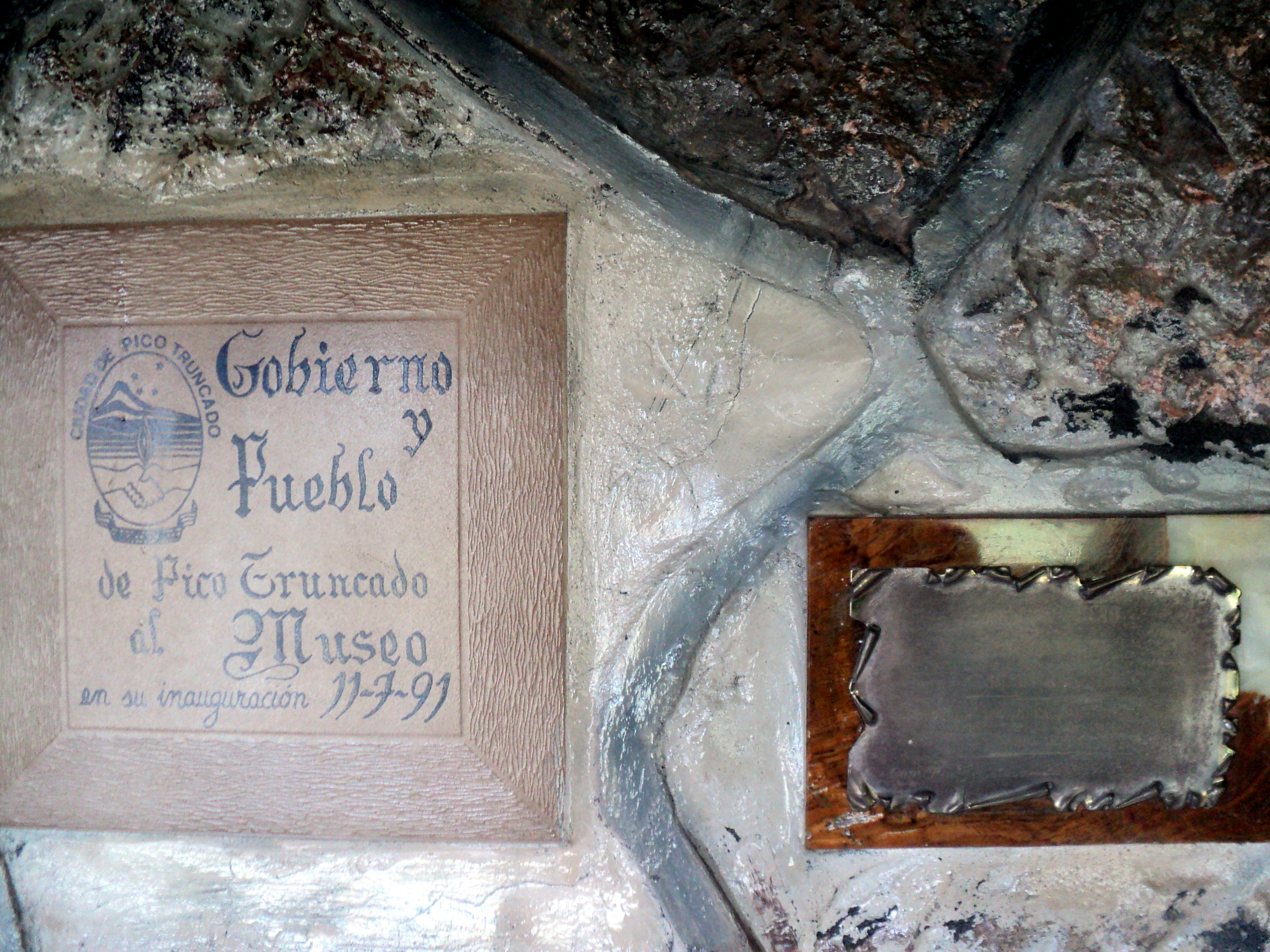
Placa que conmemora la creación del museo truncadense
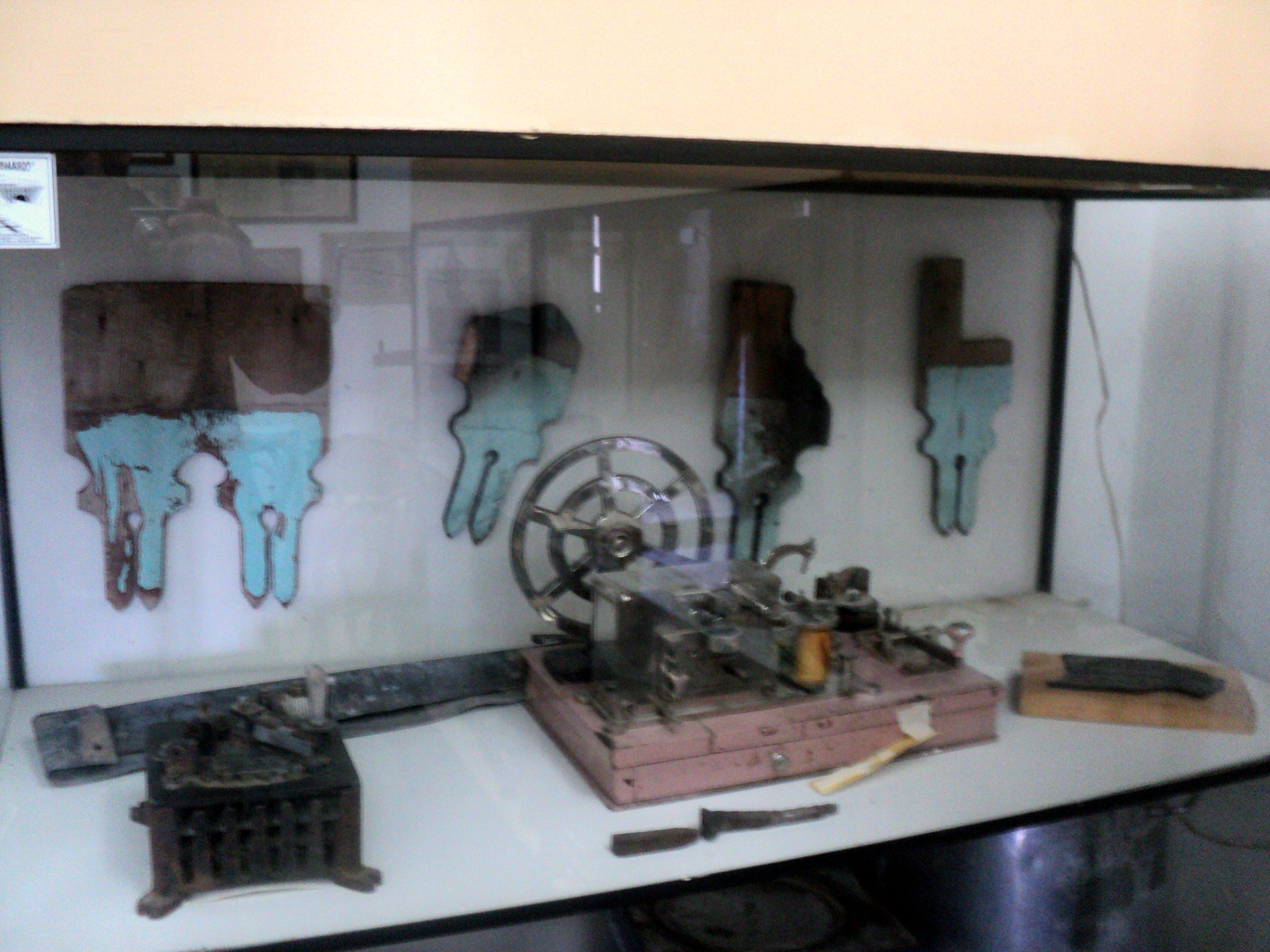
Piezas de la estación resguardadas en el museo.